# Amazone (Q161)
«Амазон» (Q161) (фр. Amazone (Q161) — військовий корабель, підводний човен типу «Діан» військово-морських сил Франції часів Другої світової війни.
Підводний човен «Амазон» був закладений 28 грудня 1928 року на верфі компанії Ateliers et Chantiers de la Seine-Maritime у Ле-Тре. 28 грудня 1931 року він був спущений на воду. 12 жовтня 1933 року корабель увійшов до складу ВМС Франції.

## Історія служби
Підводний човен проходив службу в лавах французького флоту.
18 червня 1940 року через наближення військ вермахту до порту Брест «Амазон» разом із підводними човнами «Касаб'янка», «Сфакс», «Персей», «Понселе», «Аякс», «Сірсе», «Тетіс», «Каліпсо», «Амфітріт», «Антіоп», «Медузе», «Сібил» та «Орфі» евакуювався до Касабланки. Після поразки Франції у Західній кампанії весною-літом 1940 року корабель продовжив службу у складі військово-морських сил уряду Віші.
У листопаді 1940 року човен разом із підводними човнами «Сіді Феррух», «Орфі», «Медузе», «Амфітріт», «Антіоп», «Сібил» та «Сфакс» дислокувався в Касабланці.
Опівночі 8 листопада 1942 року кораблі Центральної десантної групи союзників встали на якір на відстані 8 миль від Федали. О 6:00 ранку десантно-висадочні засоби з американським десантом на борту вирушили в напрямку берега для висадки на узбережжя Французької Північної Африки, зайняте французькими військами уряду Віші.
Близько 7 годин французькі підводні човни «Амазон», «Антіоп», «Медузе», «Орфі» та «Сібил» вийшли на патрулювання прибережних вод для протидії ворожому десанту, а ще за 50 хвилин у повітря піднялися винищувачі для перехоплення бомбардувальників з авіаносців «Рейнджер» і «Суоні». У повітряній бійці з американськими літаками сім французьких перехоплювачів було збито, палубна авіація США втратила від 4 до 5 своїх літаків. Під час зіткнення з корабельним угрупованням морського десанту «Сібил» зник під час патрулювання між Касабланкою та Федалою, інші ПЧ «Сіді-Ферух», «Кокера» і «Ле Тоннант» на виході з бухти Касабланки піддалися бомбардуванню американських літаків, зазнавши певних втрат.
Близько 11:00—11:20 сталася коротка сутичка французької флотилії з американськими крейсерами «Огаста» і «Бруклін», унаслідок ураження лідером есмінців «Альбатрос» викинувся на берег, уникаючи затоплення. «Амазон» дав залп двома торпедами по американському крейсеру «Бруклін», але промахнувся. Рештки французів повернулися до бухти Касабланки.
«Амазон» після невдалої атаки вдалося уникнути контратаки союзників та разом з «Антіоп» прорватися до Дакара. У грудні 1942 року французький підводний човен увійшов до складу флоту Вільної Франції.